# Куньшань
Куньшань (кит.: 昆山; піньїнь: Kūnshān; Вейд-Джайлз: K'un-shan) — повітове місто Китаю, знаходиться на сході провінції Цзянсу у складі міста Сучжоу. Загальна площа Куньшаня — 921.3 км². Населення становить 1647000 осіб (2010 р).

## Клімат
Місто знаходиться у зоні, котра характеризується вологим субтропічним кліматом. Найтепліший місяць — липень із середньою температурою 27.9 °C (82.2 °F). Найхолодніший місяць — січень, із середньою температурою 3.4 °С (38.1 °F).
| Клімат Куньшаня         | Клімат Куньшаня | Клімат Куньшаня | Клімат Куньшаня | Клімат Куньшаня | Клімат Куньшаня | Клімат Куньшаня | Клімат Куньшаня | Клімат Куньшаня | Клімат Куньшаня | Клімат Куньшаня | Клімат Куньшаня | Клімат Куньшаня | Клімат Куньшаня |
| Показник                | Січ.            | Лют.            | Бер.            | Квіт.           | Трав.           | Черв.           | Лип.            | Серп.           | Вер.            | Жовт.           | Лист.           | Груд.           | Рік             |
| Середня температура, °C | 3,4             | 4,3             | 8,5             | 14,4            | 19,6            | 23,6            | 27,9            | 27,8            | 23,3            | 17,9            | 12,1            | 5,8             | 15,7            |
| Норма опадів, мм        | 41              | 58.1            | 78.5            | 96.6            | 110.5           | 163.6           | 152.1           | 129.7           | 135.2           | 58.5            | 50.1            | 35.3            | 1109.2          |
| Днів з опадами          | 10,7            | 11,9            | 13,4            | 14,3            | 14,5            | 14,1            | 12,1            | 11,3            | 13              | 11,8            | 11              | 10,3            | 148,4           |
| Вологість повітря, %    | 73.9            | 75.3            | 75.5            | 76.7            | 77.4            | 80.9            | 80.8            | 80.2            | 80.4            | 77.3            | 76.2            | 73.9            | 77.4            |
| ----------------------- | --------------- | --------------- | --------------- | --------------- | --------------- | --------------- | --------------- | --------------- | --------------- | --------------- | --------------- | --------------- | --------------- |
| Джерело: Weatherbase    |                 |                 |                 |                 |                 |                 |                 |                 |                 |                 |                 |                 |                 |

## Економіка
Куньшань — найбагатше місто повітового рівня в Китаї на сьогоднішній день. З 2005 року Куньшань займає перше місце в рейтингу 100 повітових міст Китаю, що найбільш швидко розвиваються. У 2010 році обсяг валового продукту тут досяг 210 млрд юанів, таким чином, Куньшань став першим в історії КНР повітовим містом, де ВВП перевищив поріг в 200 млрд юанів. Взагалі ВВП істотно виріс з приблизно 20 млрд юанів у 2000 році до 300,1 млрд юанів (приблизно 47,08 млрд US $) в 2014 році.
Значну роль в економічному розвитку Куньшаня зіграли прямі іноземні інвестиції. Потенціал промислового розвитку міста залучив інвесторів з 63 країн світу. Загальна вартість інвестиційних контрактів склала 33 млрд дол. А обсяг реалізованих інвестицій досяг 23 млрд дол. Більше половини всіх іноземних інвестицій, вкладених в розвиток Куньшань, припадає на тайванські компанії. За останні десять років тайванцями було відкрито понад 2000 підприємств із загальним обсягом капіталовкладень більше 15 млрд дол. Значні іноземні вливання капіталу і приплив робочої сили з інших провінцій сприяли збільшенню внутрішнього попиту і розвитку роздрібної торгівлі, харчової промисловості та ринку послуг.

## Населення
Кількість приїжджих у Куньшань вже давно перевищило число його корінних жителів. Тому адміністрація міста вживає заходів, щоб наділити робочих мігрантів правами на необхідні послуги. У 2010 році Куньшань опинився в числі шести міст світу, які були відзначені програмою ООН-Габітат (UN-HABITAT), сприяння сталому розвитку населених пунктів. Вигідне географічне положення і високий рівень розвитку інфраструктури сприяють зростанню міста, який по праву вважається одним з ключових промислових центрів дельти річки Янцзи.

## Адміністративний поділ
Куньшань поділяється на 10 селищ:
- Юйшань (玉山镇), адміністративний центр
- Бачен (巴城镇)
- Дяньшаньху (淀山湖镇)
- Луцзя (陆家镇)
- Хуацяо (花桥镇)
- Цзіньсі (锦溪镇)
- Цяньден (千灯镇)
- Чжанпу (张浦镇)
- Чжоуши (周市镇)
- Чжоучжуан (周庄镇)